# 1070 w polityce

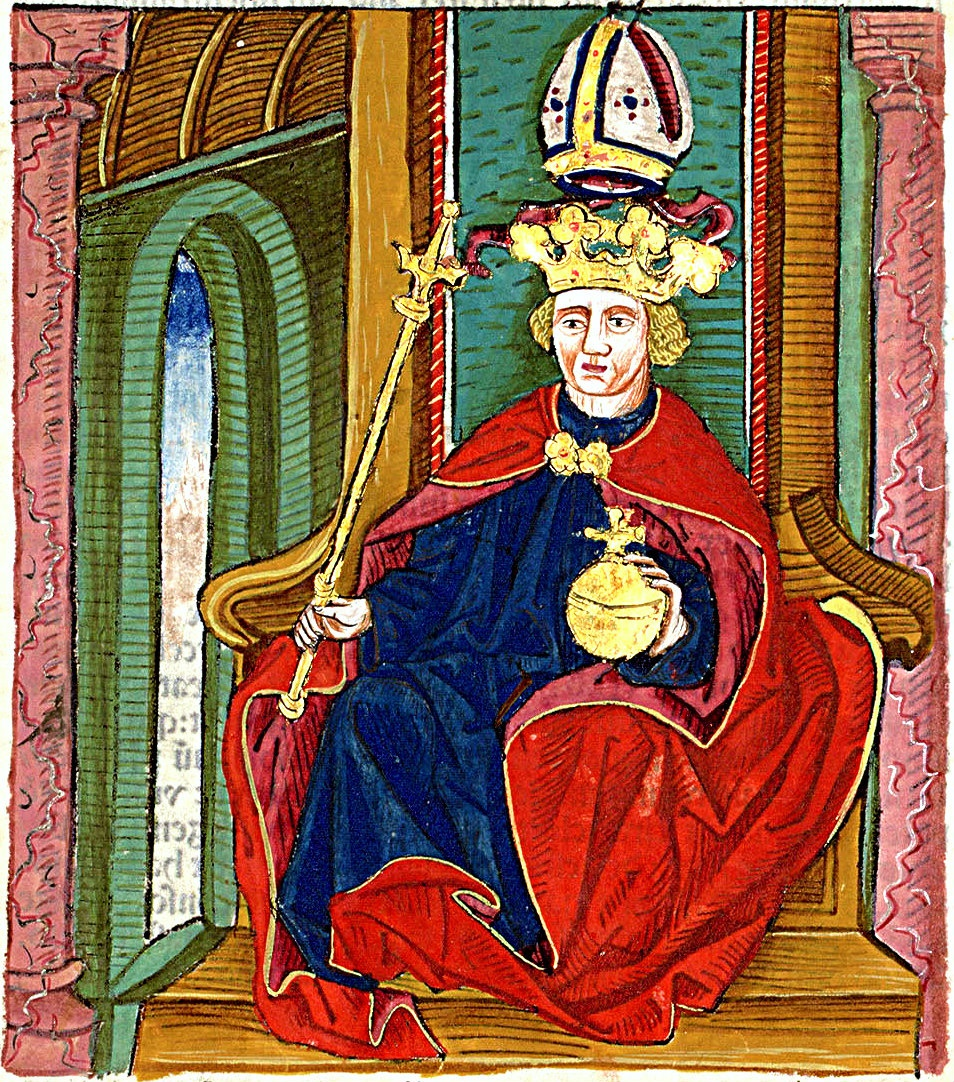
Koloman I uczony

Wydarzenia polityczne w 1070 roku.

## Wydarzenia
- Turcy Seldżuccy zdobywają Syrię[1]
- początek wypraw polskich na Czechy i wojen polsko-czeskich (1070-1076)[2][3]

## Urodzili się
- Koloman Uczony, król węgierski (data przybliżona)[4][5].